# اردشیر یکم باوندی
اردشیر یکم فرزند و جانشین حسن یکم باوندی، پادشاه دودمان باوندیان طبرستان بود. او میان سنوات ۱۱۷۳ تا ۱۲۰۵ میلادی مقام اسپهبدی طبرستان را برعهده داشت. اردشیر نخست از متحدان خوارزمشاهیان شد. او در نبردی علیه پادوسپانیان شرکت جست و علیه اسماعیلیان الموت دعاوی داشت. نهایتاً با خوارزمشاه درافتاد و علیه آن‌ها به میدان رفت ولی شکست خورد و درگذشت.